# Cyril Marcelin
Cyril Marcelin, né le 16 mai 1979 à Suresnes, est un joueur d'échecs français, grand maître international depuis 2002. 
Après avoir découvert les échecs à l'âge de sept ans, il intègre finalement le club de Suresnes en 1989. Ses résultats sont irréguliers, mais il finit tout de même vice-champion de France des cadets, à Hyères, en 1996. L'année suivante, il est repéré par Iossif Dorfman, ancien entraîneur de Garry Kasparov, qui le prend en charge et le fait progresser. 
En 1999, Cyril Marcelin devient maître international. Après une victoire à l'open de Montauban, en 2000, puis une seconde place aux tournois de Montpellier (2001) et du Cap d'Agde (2002), il accède au rang de grand maître international.
Cyril Marcelin se définit lui-même comme pratiquant un jeu attentiste et positionnel (plutôt que tactique). Ses ouvertures favorites sont la défense Caro-Kann, la défense slave, la défense scandinave et l'attaque Trompowsky. 
Au 1er janvier 2011, Cyril Marcelin est le 36e joueur français avec un classement Elo de 2 486 points.

## Une partie
Marcelin-Abergel, Évry, 2002
1. e4 c5 2. Cf3 d6 3. Fb5+ Fd7 4. Fxd7+ Dxd7 5. c4 Cc6 6. Cc3 g6 7. d4 cxd4 8. Cxd4 Fg7 9. Cde2 Tc8 10. 0-0 Ca5 11. b3 Cf6 12. Fg5 0-0 13. Dd2 b6 14. Fh6 Cb7 15. Fxg7 Rxg7 16. f4 Cc5 17. Cg3 a6 18. Tad1 Dc6 19. Cd5 Cxd5 20. exd5 Dc7 21. Tf3 Cd7 22. Te1 Tfe8 23. f5 Ce5 24. Txe5!! dxe5 25. fxg6 fxg6 26. Ch5+ Rh8 27. Dh6 e6 28. d6 Da7 29. Cf6 Ted8 30. d7 1-0.